# Промислове виробництво

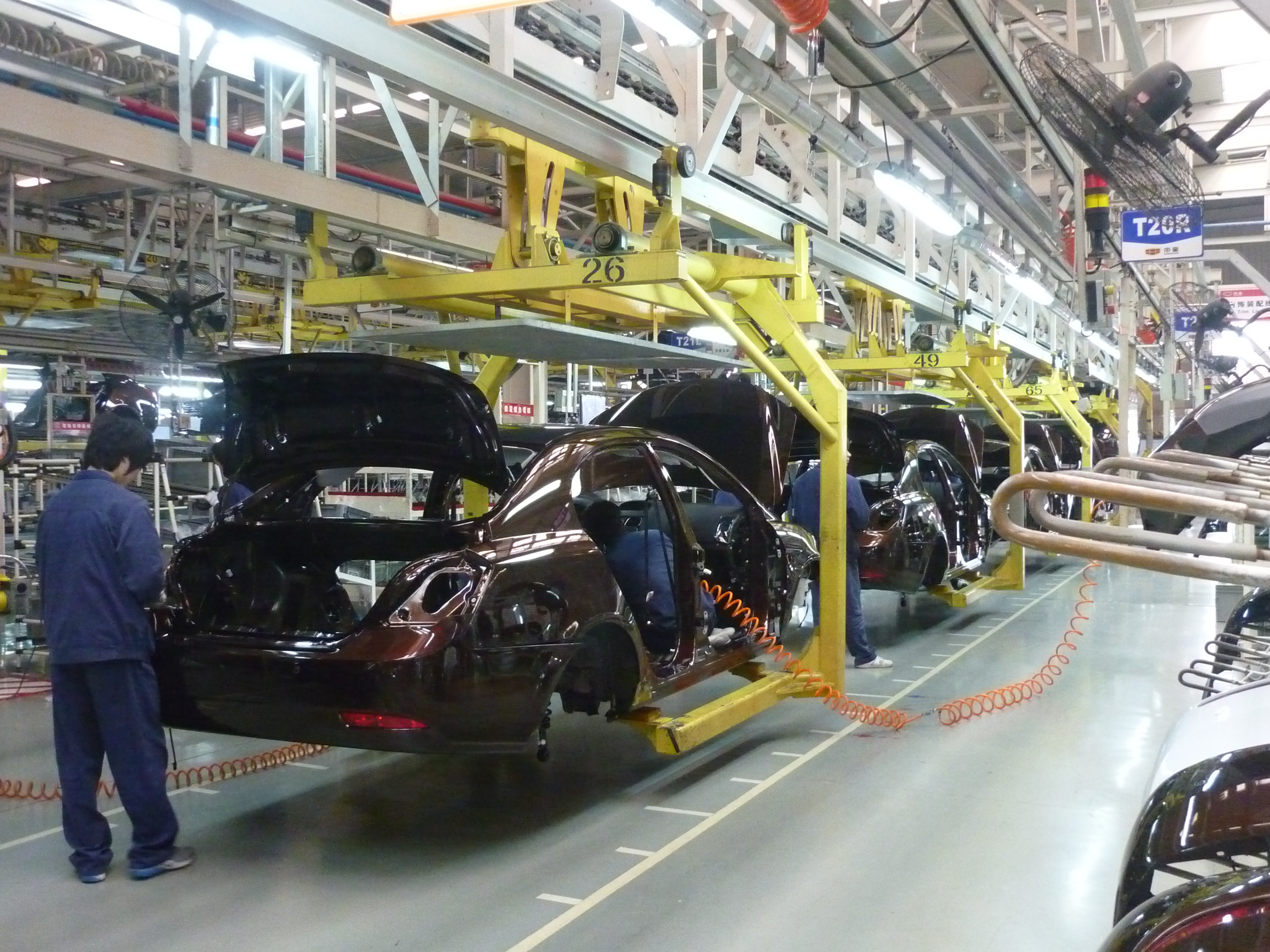
Виробництво автомобілів у Китаї

Промислове виробництво — виробництво товарів з використанням машин, інструментів та залученням робочої сили. Термін найбільш широко застосовується для процесу перетворення сировини в готову продукцію під впливом механічної, термічної, хімічної чи іншої обробки. Зазвичай промислове виробництво орієнтоване на створення великої кількості однакової продукції (має масовий характер). Але це можуть бути й унікальні (штучні) зразки або невеличкі партії. Промислове виробництво відрізняється від ремесла та кустарного виробництва значно більшою механізацією та автоматизацією, що ліквідує залежність властивостей кінцевого продукту від майстерності робітників, безпосередньо зайнятих на виробництві. Призначення готових виробів не має значення — вони можуть бути продані іншим виробникам, або гуртовикам, або навіть кінцевим споживачам.
Сучасне виробництво охоплює всі проміжні процеси, необхідні для створення та об'єднання усіх компонентів кінцевого продукту.
Виробничий сектор тісно пов'язаний з інженерною розробкою та промисловим дизайном.

## Історія і розвиток

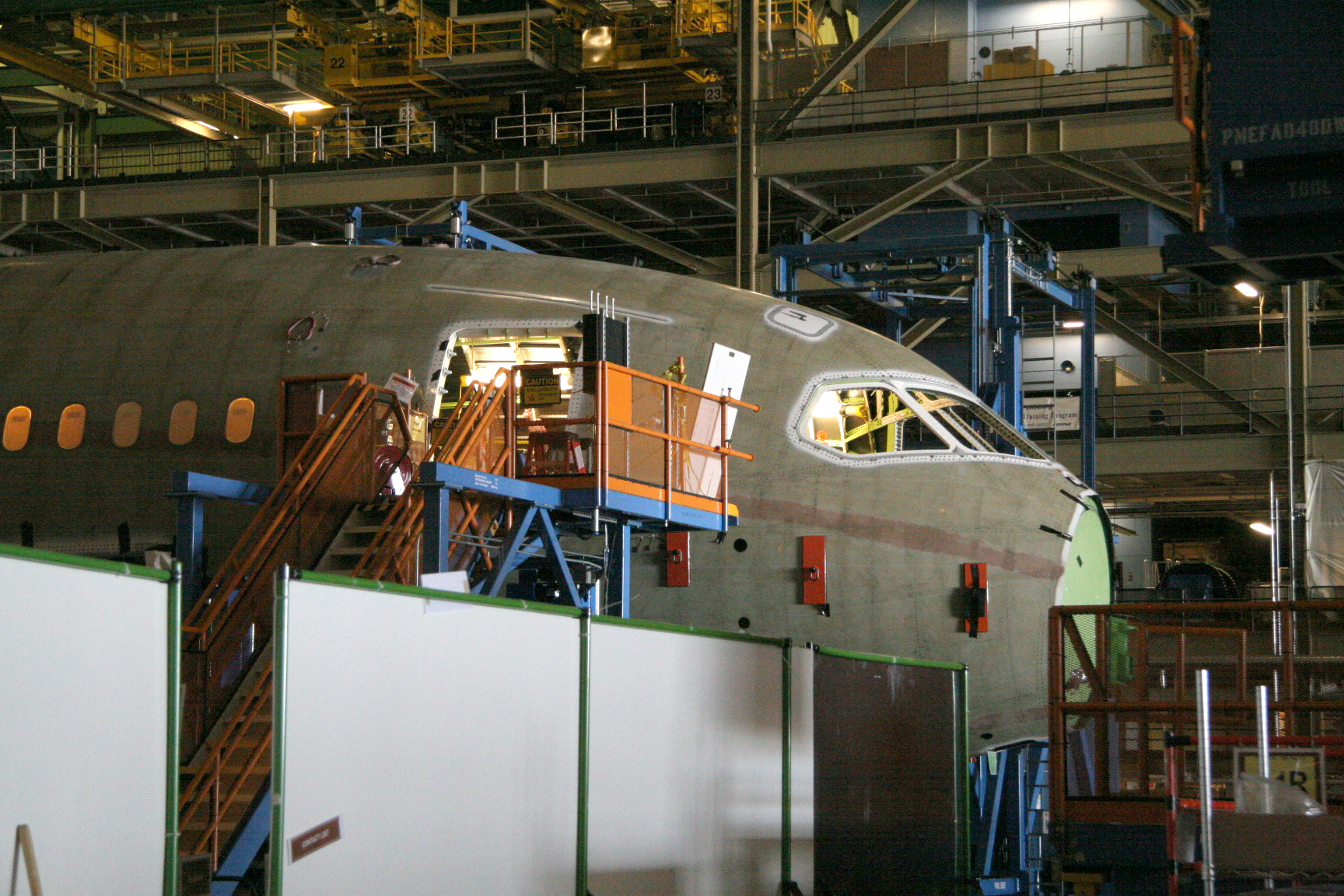
Збірка головної секції Боїнг-787 Dreamliner

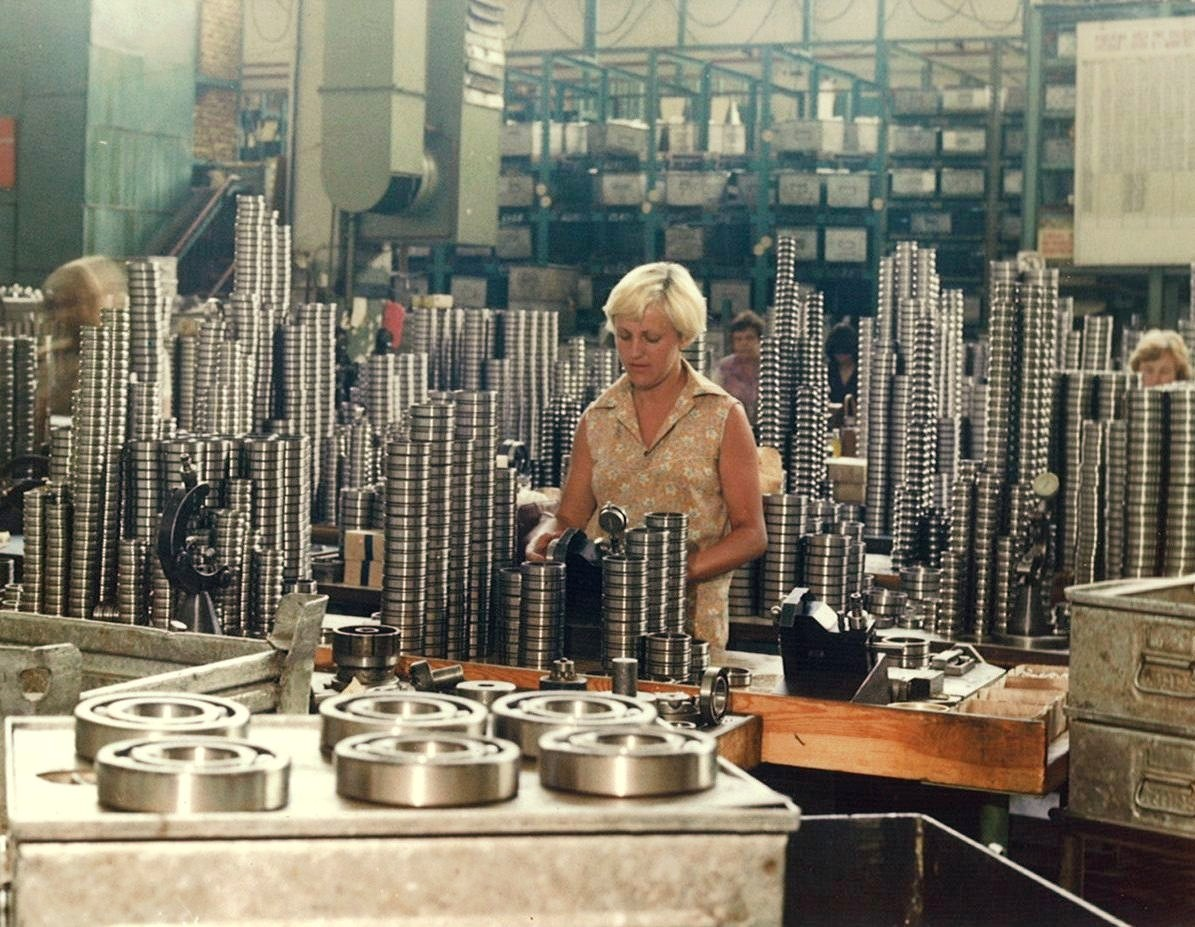
Промисловий працівник серед сталевих напівфабрикатів підшипників

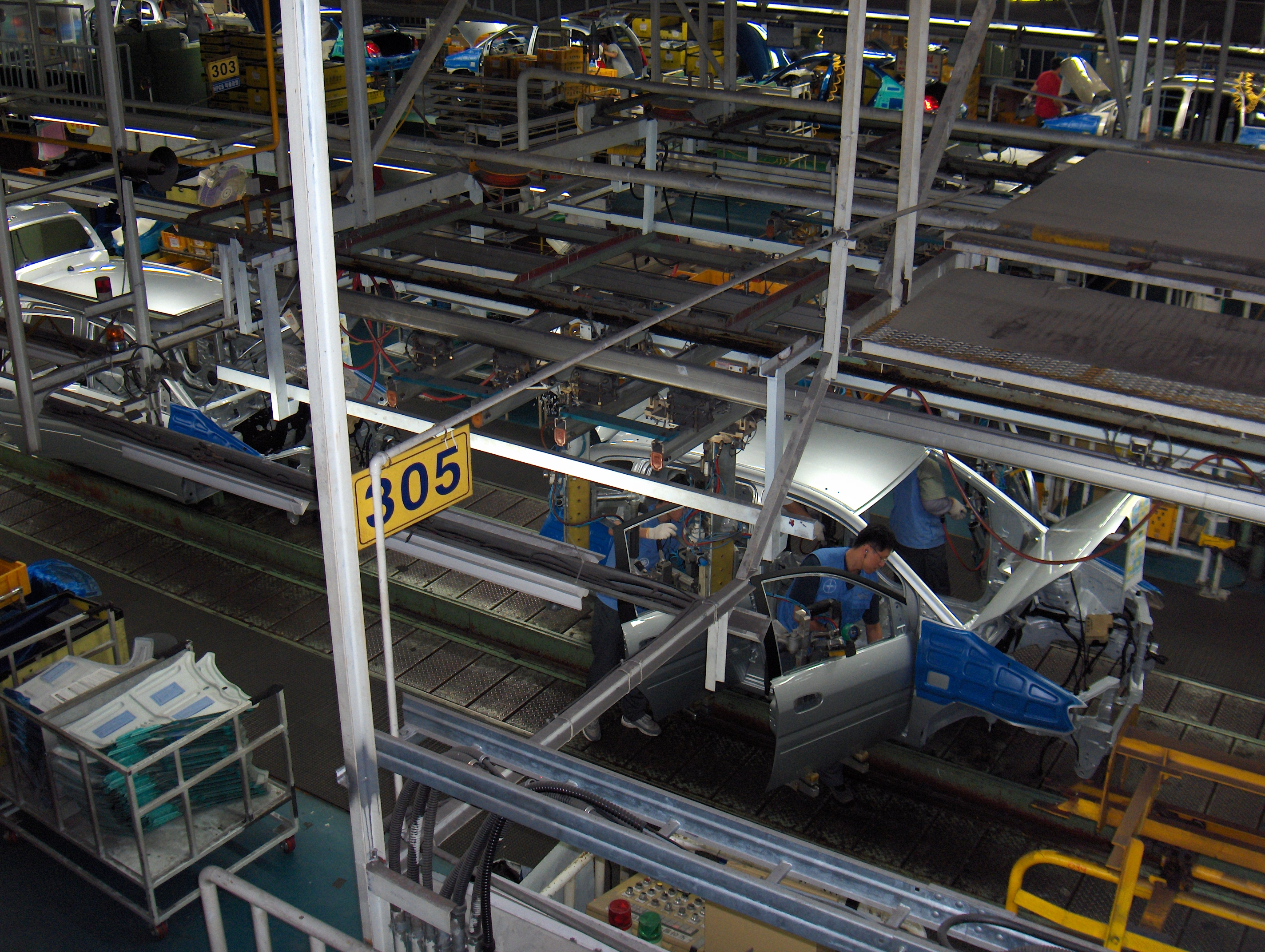
Сучасний автомобільний складальний конвеєр

У доіндустріальному світі виробництво зазвичай здійснював один досвідчений ремісник з помічниками та учнями. Поступово ремісники почали об'єднуватись в цехи. Спільність дій дозволяла більш ефективно відстоювати свої інтереси, зберігати виробничі секрети. Але в плані виробництва ремісники залишались самостійними окремими одиницями.
Згодом відбувався поділ праці, що призвело до формування мануфактур. Збільшення кількості працівників та складності виробництва трансформувало мануфактури у промислові фабрики.
Промисловому виробництву часто протиставляють сільське господарство, де головним засобом виробництва є земля і яке дуже залежить від природних умов.

## Промислова політика

### Економіка виробництва
Нові технології забезпечують певне зростання виробництва і зайнятості у відповідних галузях. Це надає матеріальну підтримку національній інфраструктурі та обороноздатності. Але з іншого боку, більшість виробництв може спричинити значні соціальні та екологічні проблеми. Чисті витрати на небезпечні відходи, наприклад, можуть переважити переваги отриманого продукту. Небезпечні матеріали можуть призвести до ризиків для здоров'я працівників.
Сучасні виробництва несуть значні витрати, щоб підвищити ефективності, скоротити відходи, у тому числі коштом комплексного використання сировини, усунути або хоча б обмежити вплив шкідливих хімічних речовин.
Важливий вплив на виробництво мають юридичні аспекти. Країни регулюють виробничу діяльність трудовим правом та екологічною політикою. По всьому світу, виробники стають об'єктом адміністративного регулювання та оподаткування за забруднення, щоб компенсувати екологічний збиток від виробничої діяльності. Профспілки грали історичну роль в переговорах працівників щодо прав і заробітної плати. Зараз значну роль тут відіграють закони по захисту праці. Відповідальність та зобов'язання за законом накладають додаткові витрати на виробництво. Це стимулює перетікання виробничого капіталу до країн, що розвиваються, де такі витрати істотно нижче або взагалі відсутні.. Дослідження показує, що в період між 2000 і 2007 роками в США зникло загалом 3,2 мільйона робочих місць (це кожне шосте) у виробничій сфері. Тим часом Індія за індексом легкості ведення бізнесу в період 2016—2018 років просунулась зі 130 на 77 місце.

### Виробництво та інвестиції

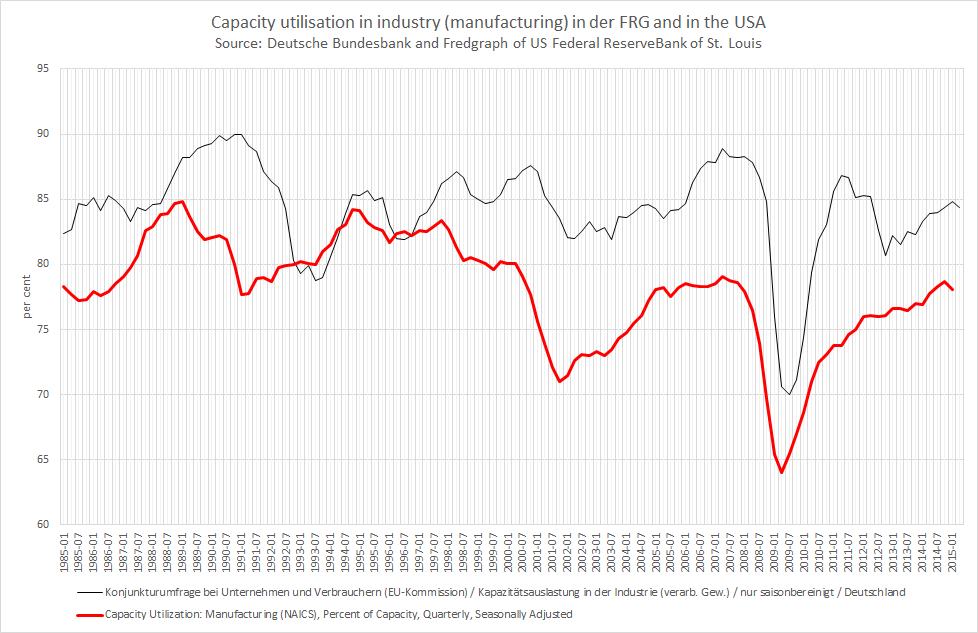
Завантаження потужностей в обробній промисловості ФРН і США

Дослідження та аналіз тенденцій і проблем у сфері виробництва та інвестицій у всьому світі зосереджені на таких речах:
- Природа та джерела значних коливань та відмінності між країнами в рівнях виробництва;
- Конкурентоспроможність;
- Привабливість для прямих інвесторів.

Крім загального аналізу, дослідники вивчають особливості та фактори, що впливають на ключові аспекти розвитку виробництва. Вони порівнюють рівні виробництва та інвестицій в різних країнах і наявні приклади росту і продуктивності в окремих галузях економіки.

## Країни за рівнем промислового виробництва
Список кращих 20 країн за рівнем вартості виробництва в доларах США за рік (дані Світового банку).
| Ранг | Країна/Регіон         | Мільйони доларів США | Рік  |
| ---- | --------------------- | -------------------- | ---- |
|      | Світ                  | 12,308,110           | 2016 |
| 1    | Китай                 | 3,590,977            | 2017 |
|      | Європейський Союз     | 2,512,108            | 2017 |
| 2    | США                   | 2,160,559            | 2016 |
|      | Єврозона              | 1,931,828            | 2017 |
| 3    | Японія                | 1,041,770            | 2016 |
| 4    | Німеччина             | 759,904              | 2017 |
| 5    | Південна Корея        | 422,065              | 2017 |
| 6    | Індія                 | 392,346              | 2017 |
| 7    | Італія                | 284,297              | 2017 |
| 8    | Франція               | 261,831              | 2017 |
| 9    | Сполучене Королівство | 241,354              | 2017 |
| 10   | Індонезія             | 204,726              | 2017 |
| 11   | Бразилія              | 208,735              | 2017 |
| 12   | Мексика               | 196,816              | 2017 |
| 13   | Іспанія               | 171,317              | 2017 |
| 14   | Росія                 | 188,013              | 2017 |
| 15   | Канада                | 175,959              | 2014 |
| 16   | Туреччина             | 149,038              | 2017 |
| 17   | Швейцарія             | 123,184              | 2017 |
| 18   | Таїланд               | 123,220              | 2017 |
| 19   | Ірландія              | 97,967               | 2016 |
| 20   | Нідерланди            | 88,817               | 2017 |